# Кадошкино (станция)
Кадо́шкино — железнодорожная станция Пензенского региона Куйбышевской железной дороги в одноимённом посёлке Республики Мордовия.

## История
Станция была открыта в 1893 году в виде небольшого железнодорожного разъезда с казармой и носила название 567-й километр. Разъезд обслуживал, в основном, грузовые составы; пассажирские поезда проходили мимо станции. Ситуация изменилась в 1915 году, когда через разъезд в Инсарский уезд стали прибывать беженцы из западных губерний. Отсюда же отправлялись на фронт. В этом году появился первый небольшой вокзал на станции, а разъезд стал называться Кадошкинским по фамилии начальника Кадошкина. Позже разъезд получил официальное название Кадошкино.

## Техническая информация
Станция Кадошкино расположена на двухпутном участке Кустарёвка — Самара исторического хода Транссиба с тягой на постоянном токе 3 кВ. По характеру работы является грузовой станцией, по объёму выполняемой работы отнесена к 4-му классу. Путевое развитие включает 6 путей: 2 главных (№ 1, 2), 3 приёмо-отправочных (№ 3, 4, 5) и 1 погрузочно-выгрузочный (№ 7). Электрифицированы только главные и приёмо-отправочные пути. Пост ЭЦ располагается в чётной горловине. К станции примыкают подъездные пути Кадошкинского электротехнического завода.
Комплексный контроль за техническим состоянием пути осуществляет Ковылкинская дистанция пути (ПЧ-19). Контроль за техническим обслуживанием и ремонтом устройств автоматики и телемеханики осуществляет Рузаевская дистанция сигнализации, централизации и блокировки (ШЧ-2).

## Пригородное сообщение
Пригородные пассажирские перевозки до Рузаевки, Зубова Поляны и обратно осуществляет Башкортостанская ППК электропоездами ЭД4М, ЭТ2М приписки депо ТЧ-11 Безымянка.

## Дальнее следование по станции
Через Кадошкино ведётся постоянное сообщение с ближайшими крупными городами Москвой, Саранском, Самарой, Уфой, Челябинском. По состоянию на март 2019 года через станцию курсируют следующие поезда дальнего следования:

### Круглогодичное движение поездов
| № поезда                | Маршрут движения      | № поезда                | Маршрут движения      |
| ----------------------- | --------------------- | ----------------------- | --------------------- |
| 41 «Мордовия»           | Саранск — Москва      | 42 «Мордовия»           | Москва — Саранск      |
| 49 «Двухэтажный состав» | Самара — Москва       | 50 «Двухэтажный состав» | Москва — Самара       |
| 63                      | Димитровград — Москва | 64                      | Москва — Димитровград |
| 115                     | Уфа — Москва          | 116                     | Москва — Уфа          |
| 119                     | Саранск — Москва      | 120                     | Москва — Саранск      |
| 137                     | Оренбург — Москва     | 138                     | Москва — Оренбург     |
| 391                     | Челябинск — Москва    | 392                     | Москва — Челябинск    |